# Hámor (település)
Hámor 1950-ben Miskolchoz csatolt, egykori község. A Szinva völgyében, a 2505-ös közút déli oldalán található. Hámor tulajdonképpen hét különböző részből, Alsóhámorból, Felsőhámorból, Lillafüredből, Jávorkútból, Ómassából, Újmassából és szentléleki pálos kolostorromokból állt, melyek a Bükk-vidék erdős-hegyes területén  nagy kiterjedésű, Diósgyőrtől egészen Bánkútig húzódó határa által körülölelve helyezkedtek el. A teljes külterülete a Bükki Nemzeti Parknak a része. Diósgyőr felől az 5-ös és 15-ös busszal, valamint a Lillafüredi Állami Erdei Vasúttal közelíthető meg.

## Története
Miskolc közelében Fazola Henrik a 18. század során vasolvasztókat telepített a Bükk-vidék területén. Ezek mellé hámorokat is építtetett, melyek nevét őrzi ma a két településrész, Alsóhámor és Felsőhámor. Létrehozásuk során duzzasztották fel a Garadna-patakot, s így keletkezett a Hámori-tó. A 19. század végén jött létre mellette a Felsőhámorral egybeépült Lillafüred üdülőhely.
Hámort a fémmegmunkáló tevékenység felhagyása után 1950-ben Miskolchoz csatolták. Jelenleg festői környezete és tiszta levegője miatt kedvelt szálláshely.

## Látnivalók

### Alsóhámor
- A LÁEV Puskaporos nevű megállója, valamint 64 m hosszú viaduktja
- Molnár-szikla, melyhez számtalan legenda kapcsolódik

### Felsőhámor
- Herman Ottó sírja
- a Szent Flórián és Magyarok Nagyasszonya plébániatemplom
- a 2505-ös közút sziklaalagútja
- Kohászati Múzeum – a korabeli kohászati technikáknak állít emléket
- Hámori mászófal

### Lillafüred
- Palotaszálló
- Hámori-tó
- a LÁEV Lillafüred nevű megállója és alagútjai
- Lillafüredi-vízesés és Anna-mésztufabarlang
- Herman Ottó nyaralója (Pele-lak)
- Zsófia-kilátó

## Híres hámoriak
- Herman Ottó (Breznóbánya, 1835 – Budapest, 1914) természettudós, „az utolsó magyar polihisztor”
- Hevessy József (Hámor, 1931 – Debrecen, 2005) debreceni polgármester
- Medgyessy Ildikó sz. Dvorszky Ildikó (Hámor, 1944), az Elegant Design Zrt. elnök-vezérigazgatója, az Ez a Divat volt főszerkesztője
- Soltész István (Hámor, 1927 – 2012) kohómérnök, vállalati vezető, ipari miniszter.
- Szűcs Sámuel (Miskolc, 1819 – Miskolc, 1889) jogász, helytörténész, Herman Ottó sógora, a Bükk egyik népszerűsítője
- Vadas Jenő (Hámor, 1857 – Budapest, 1922) erdőmérnök, tanár